# Адалберт I фон Боген
Адалберт I фон Боген или Алберт фон Пернег (на немски: Adalbert I/Albert I von Bogen, Albert I zu Pernegg; Adalbert I „der Charakterlose“; † 27 юли 1100) от род Бабенберги от Австрия, е граф на Боген и Виндберг (1075 – 1100) в Бавария.

## Живот
Той е син и наследник на маркграф Ернст фон Бабенберг Смели от Австрия (* ок. 1027; † 10 юни 1075) и първата му съпруга Аделхайд фон Ветин от Айленбург (* ок. 1041; † 26 януари 1071), дъщеря на Дедо I (II) от Майсен, маркграф на Марка Лужица, от род Ветини, и Ода от род Билунги. Брат е на Леополд II (1050 – 1095), от 1075 г. маркграф на Австрия, и на Юстиция Австрийска († 1120/1122), омъжена за граф Ото II фон Волфратсхаузен († 1122).
Родът фон Боген е през 12 и 13 век значим висш род в Бавария с резиденция северно от Дунав до Щраубинг.
През 1082 г. Адалберт I фон Боген участва в битката при Майлберг.

## Фамилия
Адалберт I фон Боген се жени за Лиутгард фон Дисен-Регенсбург († ок. 25 май 1110/1120), наследничка на територията Виндберг, дъщеря на граф Фридрих I фон Регенсбург/Фридрих II фон Дисен († 1075), катедрален фогт на Регенсбург, и Ирмгард фон Гилхинг. Те имат децата:
- Фридрих фон Виндберг († сл. 1100)
- Бертхолд I граф фон Боген († 21 юни 1141), граф на Виндберг, женен за Рихгард († 8 октомври/11 април 11??)
- Алберт/Адалберт II, граф фон Боген († 13 януари 1146), женен I. за неизвестна, II. ок. 1123 г. за Хедвиг (Хадвиг) фон Виндберг (* ок. 1090; † 1 декември 1162) от род Ваймар-Орламюнде, дъщеря на граф Попо фон Крайна († 1098) и Рихарда фон Спонхайм († 1112/1130)
- Хартвиг III граф фон Боген († 1142/1156)
- Хайлвих
- Лиутгард фон Боген (* ок. 1075; † 23 август 1156), омъжена септември 1094 г. за херцог Бржетислав II от Бохемия (* ок. 1060; † 22 декември 1100)